# 布魯西利夫
50°17′8″N 29°31′21″E / 50.28556°N 29.52250°E

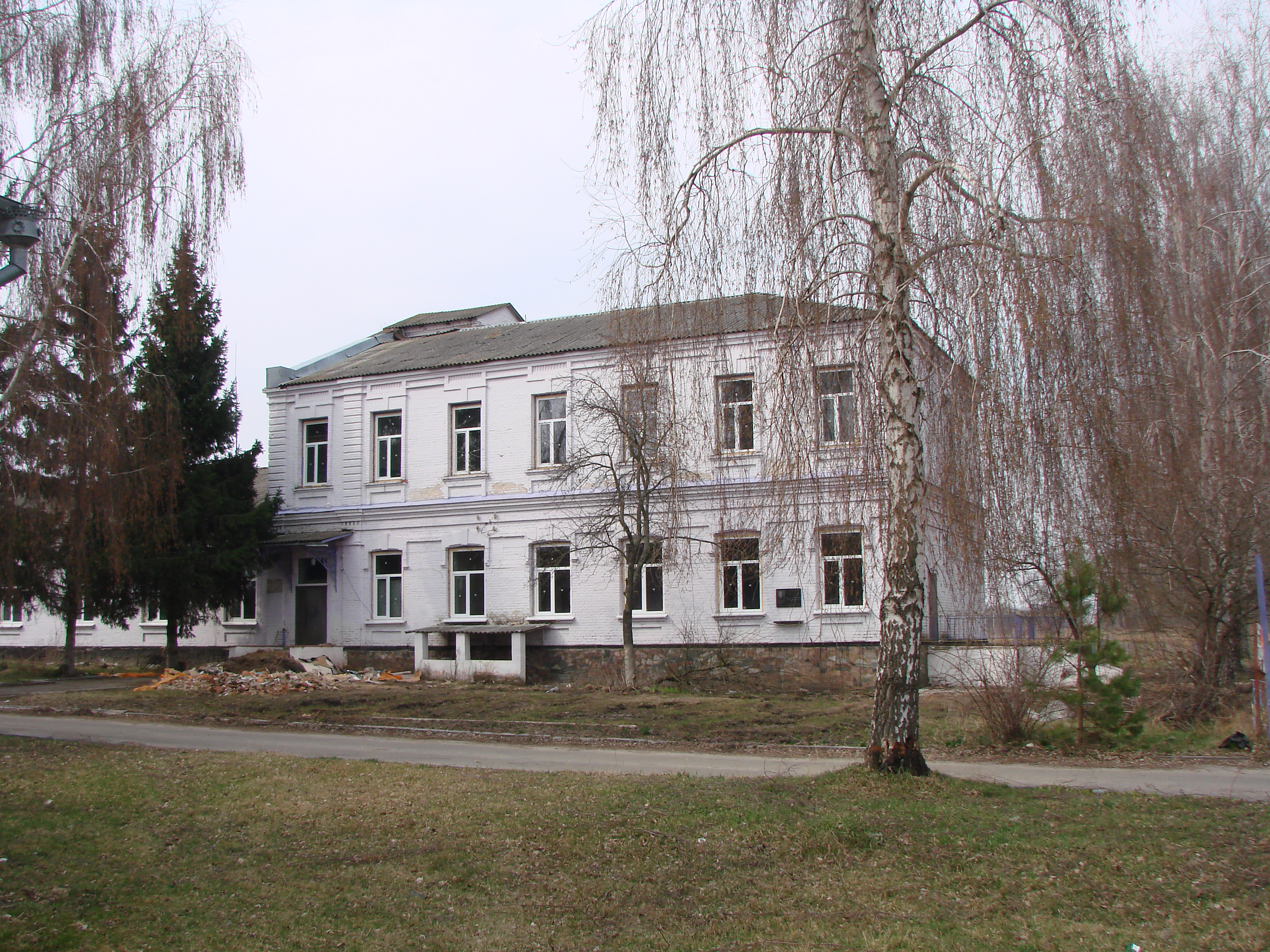
老医院建筑

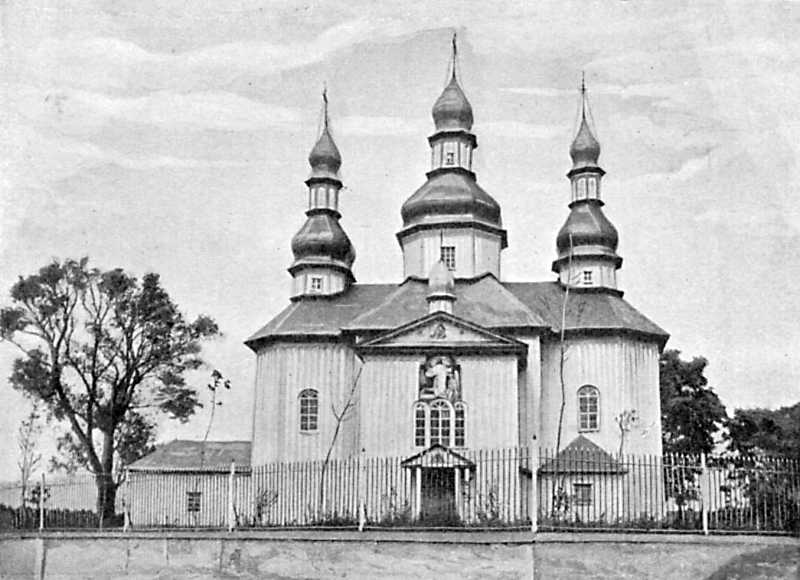
教堂

布魯西利夫（烏克蘭語：Брусилів），又按俄语名译为布鲁西洛夫，是烏克蘭北部日托米爾州日托米爾區布鲁西利夫市镇内的鎮及其行政中心。處於茲德尼日河畔，始建於1543年，面積16.5平方公里，2022年人口4,627，人口密度每平方公里280人。